# Prix Shirley-Jackson
Le prix Shirley-Jackson est un prix littéraire attribué depuis 2008 et récompensant des ouvrages de suspense et d'horreur psychologique tels qu'en écrivait Shirley Jackson. Cette récompense a rapidement acquis une certaine réputation dans son domaine. La cérémonie de remise des prix a lieu annuellement au mois de juillet et les lauréats sont choisis par un jury composé d'écrivains, d'éditeurs, de critiques littéraires et d’universitaires.
L'année officielle du prix correspond à l'année d'éligibilité des œuvres en compétition et non pas à l'année d'attribution du prix.

## Lauréats

### Catégorie roman
- 2007 : Generation Loss par Elizabeth Hand
- 2008 : The Shadow Year par Jeffrey Ford
- 2009 : Big Machine par Victor LaValle
- 2010 : Mr. Shivers (Mr. Shivers) par Robert Jackson Bennett
- 2011 : Witches on the Road Tonight par Sheri Holman
- 2012 : Edge par Kōji Suzuki
- 2013 : American Elsewhere (American Elsewhere) par Robert Jackson Bennett
- 2014 : Annihilation (Annihilation) par Jeff VanderMeer
- 2015 : Experimental Film par Gemma Files (en)
- 2016 : The Girls (The Girls) par Emma Cline
- 2017 : The Hole par Pyun Hye-young
- 2018 : Little Eve par Catriona Ward (en)
- 2019 : The Book of X par Sarah Rose Etter (en)
- 2020 : Un bon indien est un indien mort (The Only Good Indians) par Stephen Graham Jones
- 2021 : Mon cœur est une tronçonneuse (My Heart Is a Chainsaw) par Stephen Graham Jones
- 2022 : The Devil Takes You Home par Gabino Iglesias et Where I End par Sophie White (ex æquo)
- 2023 : The Reformatory par Tananarive Due
- 2024 : Curdle Creek par Yvonne Battle-Felton

### Catégorie roman court (novella)
- 2007 : Vacancy par Lucius Shepard
- 2008 : Disquiet par Julia Leigh
- 2009 : Midnight Picnic par Nick Antosca (en)
- 2010 : Mysterium Tremendum par Laird Barron
- 2011 : Near Zennor par Elizabeth Hand
- 2012 : Sky par Kaaron Warren
- 2013 : Burning Girls par Veronica Schanoes
- 2014 : Nous allons tous très bien, merci (We Are All Completely Fine) par Daryl Gregory
- 2015 : Wylding Hall par Elizabeth Hand
- 2016 : La Ballade de Black Tom (The Ballad of Black Tom) par Victor LaValle
- 2017 : The Lost Daughter Collective par Lindsey Drager et Fever Dream par Samanta Schweblin (ex æquo)
- 2018 : The Taiga Syndrome par Cristina Rivera Garza
- 2019 : Ormeshadow (Ormeshadow) par Priya Sharma
- 2020 : Night of the Mannequins par Stephen Graham Jones
- 2021 : Flowers for the Sea par Zin E. Rocklyn
- 2022 : The Bone Lantern par Angela Slatter (en)
- 2023 : To the Woman in the Pink Hat par LaToya Jordan
- 2024 : Hollow Tongue par Eden Royce (en)

### Catégorie nouvelle longue (novelette)
- 2007 : The Janus Tree par Glen Hirshberg
- 2008 : Orgueil et Prométhée (Pride and Prometheus) par John Kessel
- 2009 : Morale (Morality) par Stephen King
- 2010 : « La vérité est une caverne dans les montagnes noires... » (The Truth Is a Cave in the Black Mountains) par Neil Gaiman
- 2011 : The Summer People par Kelly Link
- 2012 : Reeling for the Empire par Karen Russell
- 2013 : Cry Murder! In a Small Voice par Greer Gilman
- 2014 : La Fin de la fin de tout (The End of the End of Everything) par Dale Bailey
- 2015 : Even Clean Hands Can Do Damage par Steve Duffy
- 2016 : Waxy par Camilla Grudova
- 2017 : Take the Way Home That Leads Back to Sullivan Street par Chavisa Woods
- 2018 : Help the Witch par Tom Cox
- 2019 : Luminous Body par Brooke Warra
- 2020 : The Attic Tragedy par J. Ashley-Smith
- 2021 : We, the Girls Who Did Not Make It par E. A. Petricone
- 2022 : What the Dead Know par Nghi Vo
- 2023 : Six Versions of My Brother Found Under the Bridge par Eugenia Triantafyllou
- 2024 : The Thirteen Ways We Turned Darryl Datson into a Monster par Kurt Fawver

### Catégorie nouvelle courte (short story)
- 2007 : The Monsters of Heaven par Nathan Ballingrud (en)
- 2008 : The Pile par Michael Bishop
- 2009 : Pelican Bar (The Pelican Bar) par Karen Joy Fowler
- 2010 : La Chose (The Things) par Peter Watts
- 2011 : Le Chef-d'œuvre du peintre de cadavres (The Corpse Painter's Masterpiece) par Mary Rickert
- 2012 : Une histoire naturelle de l'automne (A Natural History of Autumn) par Jeffrey Ford
- 2013 : 57 raisons qui expliquent les suicides de la carrière d'ardoise (57 Reasons for the Slate Quarry Suicides) par Sam J. Miller
- 2014 : The Dogs Home par Alison Littlewood
- 2015 : The Dying Season par Lynda E. Rucker
- 2016 : Postcards from Natalie par Carrie Laben
- 2017 : The Convexity of Our Youth par Kurt Fawver
- 2018 : The Astronaut par Christina Wood Martinez
- 2019 : Kali_Na par Indrapramit Das (en)
- 2020 : Not the Man I Married par R. A. Busby
- 2021 : You’ll Understand When You’re a Mom Someday par Isabel J. Kim
- 2022 : Pre-Simulation Consultation XF007867 par Kim Fu
- 2023 : The First Mrs. Edward Rochester Would Like a Word par Laura Blackwell
- 2024 : Three Faces of a Beheading par Arkady Martine

### Catégorie recueil de nouvelles
- 2007 : The Imago Sequence and Other Stories par Laird Barron
- 2008 : The Diving Pool par Yōko Ogawa
- 2009 : Love Songs for the Shy and Cynical par Robert Shearman et Tunneling to the Center of the Earth par Kevin Wilson (en) (ex æquo)
- 2010 : Occultation par Laird Barron
- 2011 : After the Apocalypse: Stories par Maureen F. McHugh
- 2012 : Crackpot Palace par Jeffrey Ford
- 2013 : Before and Afterlives par Christopher Barzak et North American Lake Monsters par Nathan Ballingrud (en) (ex æquo)
- 2014 : Gifts for the One Who Comes After par Helen Marshall
- 2015 : Le Bazar des mauvais rêves (The Bazaar of Bad Dreams) par Stephen King
- 2016 : A Natural History of Hell par Jeffrey Ford
- 2017 : Son corps et autres célébrations (Her Body and Other Parties) par Carmen Maria Machado
- 2018 : All the Fabulous Beasts par Priya Sharma
- 2019 : Comptine pour la dissolution du monde (Song for the Unraveling of the World) par Brian Evenson
- 2020 : Velocities par Kathe Koja
- 2021 : Folk Songs for Trauma Surgeons: Stories par Keith Rosson
- 2022 : We Are Here to Hurt Each Other par Paula D. Ashe
- 2023 : They Will Dream in the Garden par Gabriela Damián Miravete, traduit par Adrian Demopulos
- 2024 : Midwestern Gothic par Scott Thomas

### Catégorie anthologie
- 2007 : Inferno éditée par Ellen Datlow
- 2008 : The New Uncanny éditée par Sarah Eyre et Ra Page
- 2009 : Poe: 19 New Tales Inspired by Edgar Allan Poe éditée par Ellen Datlow
- 2010 : Stories: All New Tales éditée par Neil Gaiman et Al Sarrantonio (en)
- 2011 : Ghosts by Gaslight éditée par Jack Dann et Nick Gevers
- 2012 : Exotic Gothic 4: Postscripts #28/29 éditée par Daniel Olson
- 2013 : The Grimscribe’s Puppets éditée par Joseph S. Pulver
- 2014 : Fearful Symmetries éditée par Ellen Datlow
- 2015 : Aickman’s Heirs éditée par Simon Strantzas
- 2016 : The Starlit Wood éditée par Dominik Parisien et Navah Wolfe
- 2017 : Shadows and Tall Trees Volume 7 éditée par Michael Kelly
- 2018 : Robots vs Fairies éditée par Dominik Parisien et Navah Wolfe
- 2019 : The Twisted Book of Shadows éditée par Christopher Golden et James A. Moore (en)
- 2020 : Black Cranes: Tales of Unquiet Women éditée par Lee Murray (en) et Geneve Flynn
- 2021 : Professor Charlatan Bardot’s Travel Anthology to the Most (Fictional) Haunted Buildings in the Weird, Wild World éditée par Eric J. Guignard (en) et Unfettered Hexes: Queer Tales of Insatiable Darkness éditée par Dave Ring (ex æquo)
- 2022 : The Hideous Book of Hidden Horrors éditée par Doug Murano
- 2023 : Aseptic and Faintly Sadistic éditée par Jolie Toomajan
- 2024 : Why Didn’t You Just Leave éditée par Nadia Bulkin (en) et Julia Rios (en)